# بیس‌کتبال
بیس‌کتبال (به انگلیسی: BASEketball) فیلمی محصول سال ۱۹۹۸ و به کارگردانی دیوید زاکر است. در این فیلم بازیگرانی همچون تری پارکر، مت استون، یاسمین بلیث، جنی مک‌کارتی، رابرت وان، ارنست بورگناین، دیان باچار، ترور اینهورن و باب کاستا ایفای نقش کرده‌اند.